# ثوم جوتز
ثوم جوتز مغني وكاتب ومنتج أغاني وعازف جيتار أمريكي(من مواليد 27 ديسمبر 1969) من مدينة ناشفيل بولاية تينيسي .

## النشأة
نشأء جوتز في بيول (بادن)، في الغابة السوداء في ألمانيا وبدأ في عزف الموسيقى في سن السادسة بعد تعلم العزف على آلتي البيانو والفلوت.
عندما بلغ جوتز سن الحادي عشرة في عام 1981، شاهد فنان الريف بوبي باري في برنامج تلفزيوني ألماني يؤدي أغنية ديترويت سيتي ، واستلهم من أداءة طريقته بالعزف على الجيتار، فبدأ رحلته في تعلم الجيتار وأهتم بموسيقى الريف وبلوجراس والموسيقى الشعبية . 
في مراهقته، فاز جوتز في العديد من المسابقات الوطنية قبل أن يدرس الغيتار الكلاسيكي في جامعة شتوتغارت تحت إشراف الدكتور ماريو سيكا. عزف جوتز في جميع أنحاء أوروبا الوسطى مع فرق الروك وموسيقى البلوز، ودرس كتابة الأغاني وهندسة استوديو التسجيل.

## الحياة المهنية
حصل جوتز في عام 2003 على تأشيرة هجرة التنوع من الولايات المتحدة الأمريكية وانتقل إلى ناشفيل، حيث وجد على الفور استحسانًا من الجمهور وبدأ جولته حول العالم مع دايفد اونلي وماري جوثير ونانسي جريفين.
أنشأ جوتز بعد ذلك TJ Tunes وقام بتشغيلها، أنشأ الاستوديو الذي برز منه مختلف الكتاب واللاعبين والفنانين من أماكن متنوعة للالتقاء في بيئة ريفية مريحة للكتابة والتسجيل. وأنتج الإستوديو أكثر من 70 ألبومًا حتى الآن.